# Перший щасливий час
Перший щасливий час (нім. Die Glückliche Zeit, англ. First Happy Time) — період у битві за Атлантику з липня до жовтня 1940 року, коли німецькі підводні човни завдавали максимального збитку конвоям транспортних і допоміжних суден, які рушили Атлантикою до берегів Англії й у зворотному напрямку.

## Зміст
До розгрому Франції у кампанії 1940 року ефективність застосування німецьких підводних човнів обмежувалася географічно; доступ до атлантичних конвойних маршрутів вимагав від командирів німецьких субмарин тривалих і ризикованих походів з північних німецьких портів в обхід головних баз Королівського британського флоту на півночі Шотландії. Однак, здобувши в червні 1940 року французькі атлантичні порти Брест, Лор'ян, Сен-Назер та Ла-Рошель, командувач підводного флоту Крігсмаріне адмірал Карл Деніц отримав можливість скористатися збільшеною місткістю французьких баз та близькістю до ліній проходження конвоїв, що дозволило йому розширити операції в центральній та західній Атлантиці. Раніше свавільні та спорадичні дії U-Boot стали більш регулярними та послідовними при проведенні атак на конвої.
Перші ж операції німців з французьких баз були надзвичайно успішними. Період з липня 1940 року став розквітом таких визначних підводників, як Гюнтер Прін з U-47, Отто Кречмер (U-99), Йоахім Шепке (U-100), Енгельберт Ендрасс (U-46), Віктор Ерн (U-37) та Генріх Блайхрод (U-48). Екіпажі U-Boot називали цей період «щасливим часом» (нім. «Die Glückliche Zeit»). Пізніше Черчилль написав: «… єдине, що коли-небудь мене лякало під час війни, — це небезпека U-Boot».
Найбільшим викликом для човнів було знайти конвої на безмежних просторах океану. Німці мали декілька далекодійних літаків Fw 200 Condor, що базувалися в Бордо та Ставангері, які використовувались для ведення морської розвідки. Однак, через постійне тертя між Люфтваффе та Крігсмаріне, як правило, командири підводних човнів могли розраховувати на виявлення цілей власноруч, не сподіваючись на данні авіаційної розвідки. Водночас, можливості візуального виявлення цілей були доволі обмежені для човнів.
Найкращим додатковим джерелом отримання розвідувальної інформації стало декодування B-Dienst — німецькі дешифрувальники яким вдалося розшифрувати британський військово-морський шифр № 3, що дозволило німцям приблизно розраховувати, де і коли можна очікувати конвой.
Загалом з липня до кінця жовтня 1940 року 282 судна союзників були потоплені у північно-західних підходах до Ірландії, що спричинило торговому судноплавству втрату 1489 795 тонн.
Причиною цього успішного періоду була відсутність британських кораблів, оснащених радіолокаторами та високочастотними далекомірами, що означало, що човни дуже важко було виявити, коли вони проводили нічні атаки з поверхні — ASDIC (сонар) міг виявляти лише занурені U-Boot.
У вересні 1940 року до французького Бордо на базу BETASOM, почали прибувати італійські підводні човни, яких скоро стало 27, котрі незабаром приєдналися до німецьких підводних човнів у полюванні на судноплавство союзників; поступово їхнє число збільшиться до 32. Вони внесли вагомий внесок у битву за Атлантику, не дивлячись на те, що командувач підводним флотом ВМС Німеччини адмірал Карл Деніц відгукнувся про італійських підводників: «недостатньо дисципліновані» і «не в змозі залишатися спокійним перед обличчям ворога».